# Ostrivți, Volodîmîreț
Ostrivți (în ucraineană Острівці) este un sat în comuna Berestivka din raionul Volodîmîreț, regiunea Rivne, Ucraina.

## Demografie
Componența lingvistică a localității Ostrivți
     Ucraineană (100%)
Conform recensământului din 2001, toată populația localității Ostrivți era vorbitoare de ucraineană (100%).